# Browndell (Teksas)
Browndell je grad u američkoj saveznoj državi Teksas. Prema popisu stanovništva iz 2010. u njemu je živjelo 197 stanovnika.